# Astragalus consobrinus
Astragalus consobrinus är en ärtväxtart som först beskrevs av Rupert Charles Barneby, och fick sitt nu gällande namn av Stanley Larson Welsh. Astragalus consobrinus ingår i släktet vedlar, och familjen ärtväxter. Inga underarter finns listade i Catalogue of Life.